# Котров, Василий Петрович
Василий Петрович Котров (3 марта 1902, станция Лихая, область Войска Донского — 17 октября 1959, Москва) — генерал-майор Советской армии, участник Гражданских войн в России и Испании, Великой Отечественной войны.

## Биография

Могила Котрова на Преображенском кладбище Москвы

Василий Петрович Котров родился 3 марта 1902 года на станции Лихая (ныне — Ростовская область). В 1918 году он пошёл на службу в Рабоче-крестьянскую красную армию. Участвовал в боях Гражданской войны на бронепоезде. После её окончания продолжил службу в Красной армии, окончил Военно-воздушную академию имени Ю. А. Гагарина.
К 1938 году майор Котров командовал 119-й истребительной авиационной эскадрильей Закавказского военного округа. 17 января 1938 года он был направлен в Испанию, где принимал участие в боевых действиях против войск генерала Франко под псевдонимом «Николас», будучи командиром группы истребителей, военным советником при штабе 11-й авиационной эскадры. Лично совершил около 60 боевых вылетов, принял участие в 13 воздушных боях, сбив 2 вражеских самолёта.
Вернувшись из Испании, продолжал службу на высоких командных должностях в Военно-воздушных силах Красной армии, занимал должности помощника командира авиационной дивизии, командира авиационной бригады, помощника командующего Военно-воздушными силами Одесского военного округа, командующим Военно-воздушными силами Отдельной Приморской армии.
Во время Великой Отечественной войны Котров командовал Военно-воздушными силами Одесского оборонительного района, был заместителем командующего Одесского оборонительного района, активно участвовал в организации обороны Одессы, участвовал в обороне Севастополя. 10 ноября 1942 года ему было присвоено воинское звание «генерал-майор авиации». В дальнейшем возглавлял Военно-воздушные силы Западного фронта ПВО. Организовывал действия фронтовой авиации по прикрытию важных объектов, коммуникаций, водных переправ, пунктов сосредоточения советских наземных частей.
В послевоенное время продолжал службу в Советской армии. Умер 17 октября 1959 года, похоронен на Преображенском кладбище Москвы.
Был награждён двумя орденами Ленина, четырьмя орденами Красного Знамени, орденами Кутузова 2-й степени и Отечественной войны 1-й степени, а также многими медалями.